# Concave verzameling
Hoewel niet algemeen gangbaar worden in de wiskunde de volgende definities gehanteerd voor een concave verzameling:
- Een verzameling wordt concaaf genoemd als hij niet convex is.
- Een verzameling wordt concaaf genoemd als zijn complement convex is.[1]